# 稲毛海浜公園
稲毛海浜公園（いなげかいひんこうえん）は、千葉県千葉市美浜区にある都市公園（総合公園）である。東京湾（千葉港第5区）に面し、景勝地として日本白砂青松100選（磯の松原）、昭和62年度建設省手づくり郷土賞（水辺の風物詩部門）、房総の魅力500選に選定されている。

## 概要

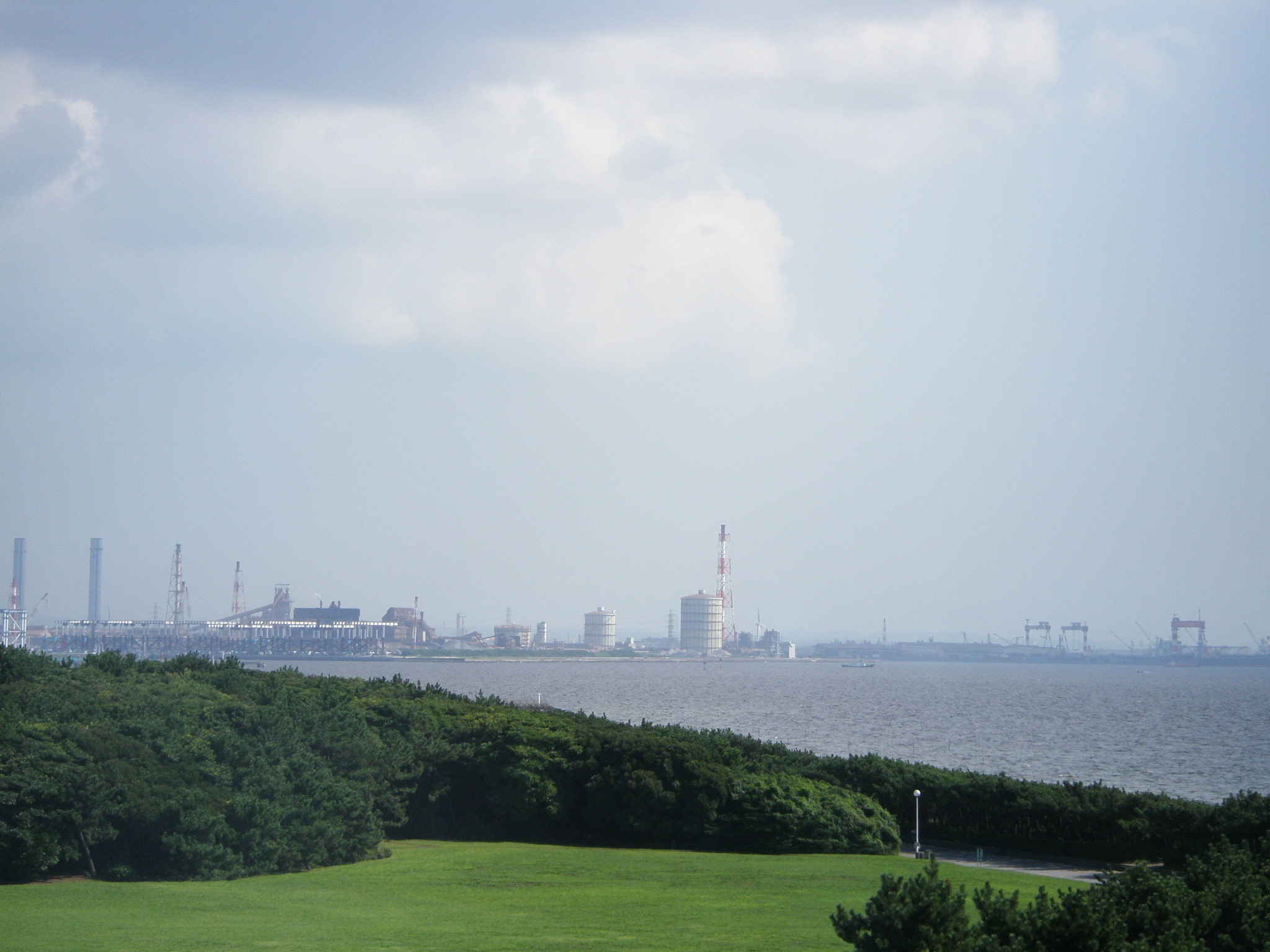
園内の稲毛記念館より芝生広場を望む ※奥は千葉港沿いに広がる京葉工業地帯

1954年（昭和29年）、日本の高度経済成長期に伴い、東京湾周辺の埋立て事業により旧稲毛海岸の海岸線と砂浜及び自然環境が消失、その自然を再び取り戻すことをテーマに整備され、都市公園（総合公園）として1977年（昭和52年）に開園した。
千葉港の千葉港区千葉北部地区（港則法上の第5区）に位置し、海岸線は1976年（昭和51年）、日本初の人工海浜として「いなげの浜」及び検見川地区に「検見川の浜」が整備されており、「稲毛ヨットハーバー」や「いなげの浜海水浴場」等が隣接している。いなげの浜は海水浴場、検見川の浜はウィンドサーフィン等のマリンスポーツを中心に行われている。
公園内には芝生広場や運動施設（稲毛海浜公園球技場、稲毛海浜公園プール等）のほか、博物館（千葉市花の美術館、稲毛記念館、稲毛民間航空記念館）、海浜レジャー施設（稲毛ヨットハーバー、いなげの浜海水浴場、レストラン・カフェ、野外音楽堂）、結婚式場（複合施設）等が整備されている。海岸沿いは人工海浜「いなげの浜」「検見川の浜」が広がる。長さ約3km、面積約83ha。
第12回全国都市緑化フェア（グリーンシンフォニーCHIBA'95）の開催地となり、59日間で159万人もの来場を記録した。1996年（平成8年）、ちばフェアのテーマ館「花の美術館」が緑化啓発の拠点としてオープン。2001年（平成13年）には2002年FIFAワールドカップ日本韓国大会の公認キャンプ地のための練習場オープン（球技場2面）、アイルランド代表チームのキャンプ地に決定。屋内運動場は千葉ロッテマリーンズが2011年までホームゲーム雨天時の屋内練習場として使用される等、イベントや練習場としても使用されている。
東京都心を始めとした都市部近郊の海岸レジャー施設として、そのアクセスの良さや充実した施設から近年ではリゾート開発が進む。2016年（平成28年）には検見川地区に官民連携の複合施設として結婚式場併設のカフェ＆レストラン「THE SURF OCEAN TERRACE（ザ・サーフ オーシャンテラス）」が完成。公園内で民間活力を導入した大規模な公園施設整備は千葉市で初の取り組みで、都市公園における官民連携事業の先導事例となる。また、2017年（平成29年）8月29日より公園内の検見川地区、ヨットハーバー、スポーツ施設を除く区域（約65ha）の施設をリニューアル整備し「INAGE SUNSET BEACH PARK」（仮称）として整備を進めている。
以下、主な提案事業。
- 砂浜改修
- 海へ延びるウッドデッキ
- グランピング
- 宿泊施設（稲毛記念館のリノベーション）
- 温浴施設
- 大人も楽しめるプール（改修）

事業者は株式会社ワールドパーク連合体、事業期間は20年間とする。

## 沿革

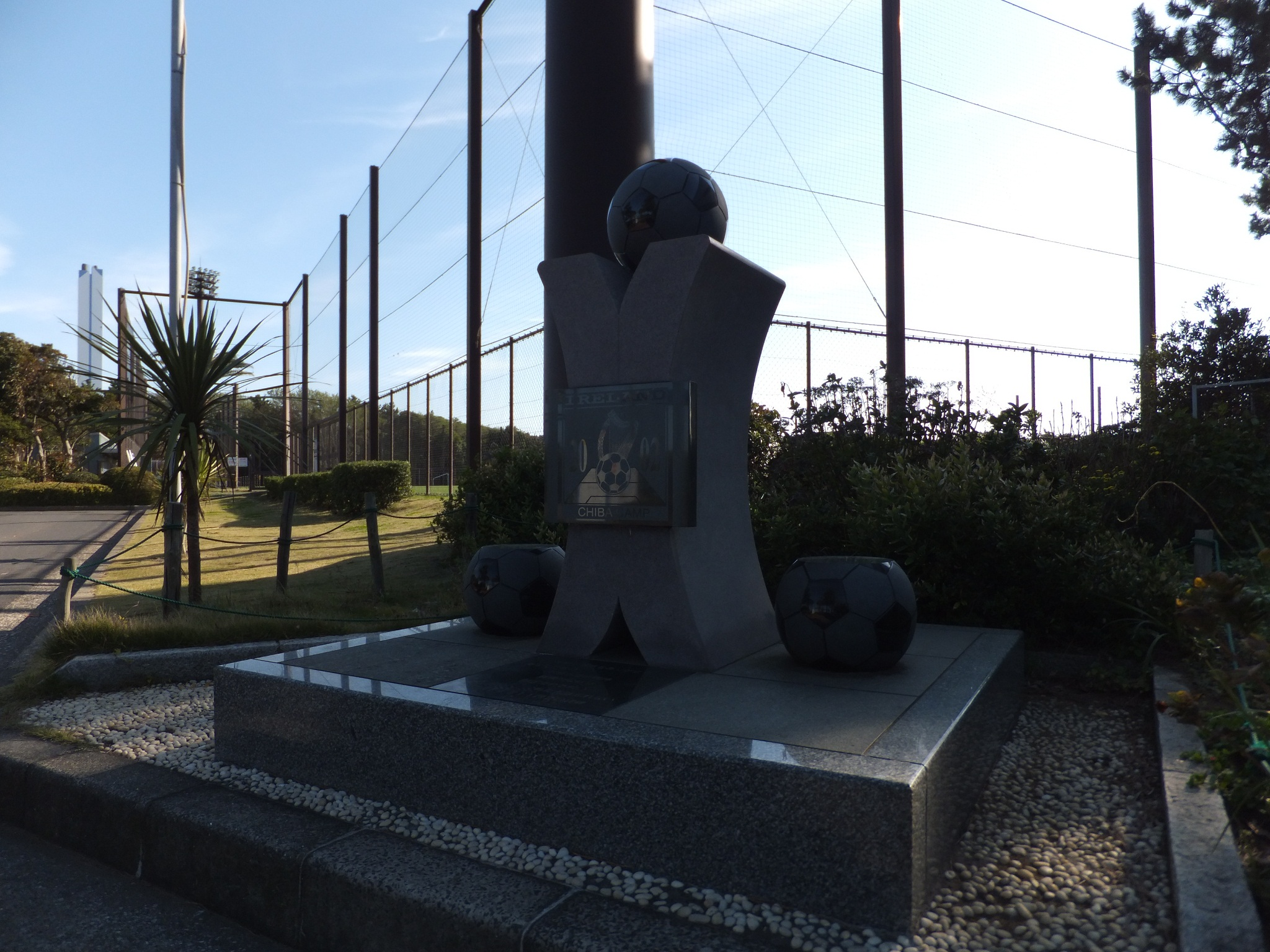
2002年FIFAワールドカップアイルランド代表来日記念石碑

- 1968年（昭和43年） - 稲毛臨海公園基本計画策定。
- 1974年（昭和49年） - 稲毛海浜公園基本計画策定。
- 1976年（昭和51年） - 「いなげの浜」オープン。
- 1977年（昭和52年） - 稲毛海浜公園が一部開園（プール、事務所）。
- 1978年（昭和53年） - 野球場、テニスコートがオープン。いなげの浜で千葉市民花火大会が復活（1987年まで）[6]。
- 1980年（昭和55年） - 浜の池、ピクニック広場オープン。「磯の松原」が市民により植栽。
- 1981年（昭和56年） - 「出会いの滝」オープン。
- 1982年（昭和57年） - 芝生広場、野外ステージ、ヨットハーバーがオープン。
- 1983年（昭和58年） - 稲毛記念館オープン。
- 1985年（昭和60年） - 「想い出の森」植栽（～1986年）。
- 1987年（昭和62年） - 人口80万人突破を記念して「緑と水辺のつどい」を開催。磯の松原が「日本白砂青松100選」に選ばれ、記念碑を建立。建設省の「手作り郷土賞」の水辺の風物詩部門に選定。「鳳号」復元飛行。
- 1988年（昭和63年） - サイクリングセンター、「検見川の浜」がオープン。
- 1989年（平成元年） - 稲毛民間航空記念館オープン。
- 1991年（平成3年） - プールにチューブ型の新ウォータースライダーが完成。
- 1993年（平成5年） - 屋内運動場、ビーチセンターがオープン。
- 1995年（平成7年） - 第12回全国都市緑化ちばフェアが開催（59日間で159万人来場）。
- 1996年（平成8年） - ちばフェアのテーマ館「花の美術館」が緑化啓発の拠点としてオープン。
- 2001年（平成13年） - 2002年FIFAワールドカップ日本韓国大会の公認キャンプ地のための練習場オープン（球技場2面）。アイルランド代表チームのキャンプ地に決定。
- 2016年（平成28年） - 3月 - 検見川地区にTHE SURF OCEAN TERRACE（ザ・サーフ オーシャンテラス）がオープン。
- 2017年（平成29年） - 8月 - 公園内の検見川地区、ヨットハーバー、スポーツ施設を除く区域（約65ha）の施設をリニューアルし、「INAGE SUNSET BEACH PARK」（仮称）として整備を開始。

## 施設

### 教養施設
- 稲毛記念館
  - 稲毛海浜ニュータウンの造成事業完成を記念して[7]、1984年（昭和59年）に開設[8]。1階は稲毛の歴史などに関する常設展示や映写室、2階は会議室などの貸し出しスペース、3階は300度の角度で見渡せる展望室となっている[7][9][10]。また近接して日本庭園があり、その中にある茶室「海星庵」は茶会などに利用されている[10]。
- 千葉市花の美術館
- 稲毛民間航空記念館（2018年3月閉館、建物改修整備後施設活用予定）
  - 施設改修後も「鳳号」復元機はそのまま保存活用し、その他の展示物も活用予定。
- 野外音楽堂

### レジャー施設
- 株式会社ワールドパーク
  - 稲毛海浜公園プール
- 公益財団法人千葉市スポーツ振興財団
  - 稲毛ヨットハーバー

### 運動施設
- 稲毛海浜公園球技場
  - サッカー場
- テニスコート
  - クレーコート（4面）
  - 全天候型コート（ハードコート、9面）
- 野球場（2面）
- 屋内運動場
  - 千葉ロッテマリーンズが2011年までホームゲーム雨天時の屋内練習場として使用。
  - 現在はマリーンズアカデミー（元プロ選手指導による小学生向けの野球教室）が行われている。
  - 野球（硬式可）の練習、フットサル等で団体利用可能（要予約）。

### バーベキュー施設
予約要、利用時間及び開催期間が指定されている（千葉市HP参照）。
- 直火不可（BBQグリルなどの器具使用可）。
- 炊事場、水場あり（屋根なし炊事場2カ所)。
- 食材販売あり。
- 自動販売機あり。
- 酒類販売なし。

### 園地
- 美浜公園緑地事務所（管理）
  - 多目的広場
  - いなげの浜
  - 芝生広場
  - ピクニック広場
  - 浜の池
  - パルコース
  - 出会いの滝
  - 語らいの道
  - 磯の松原
  - 想い出の森

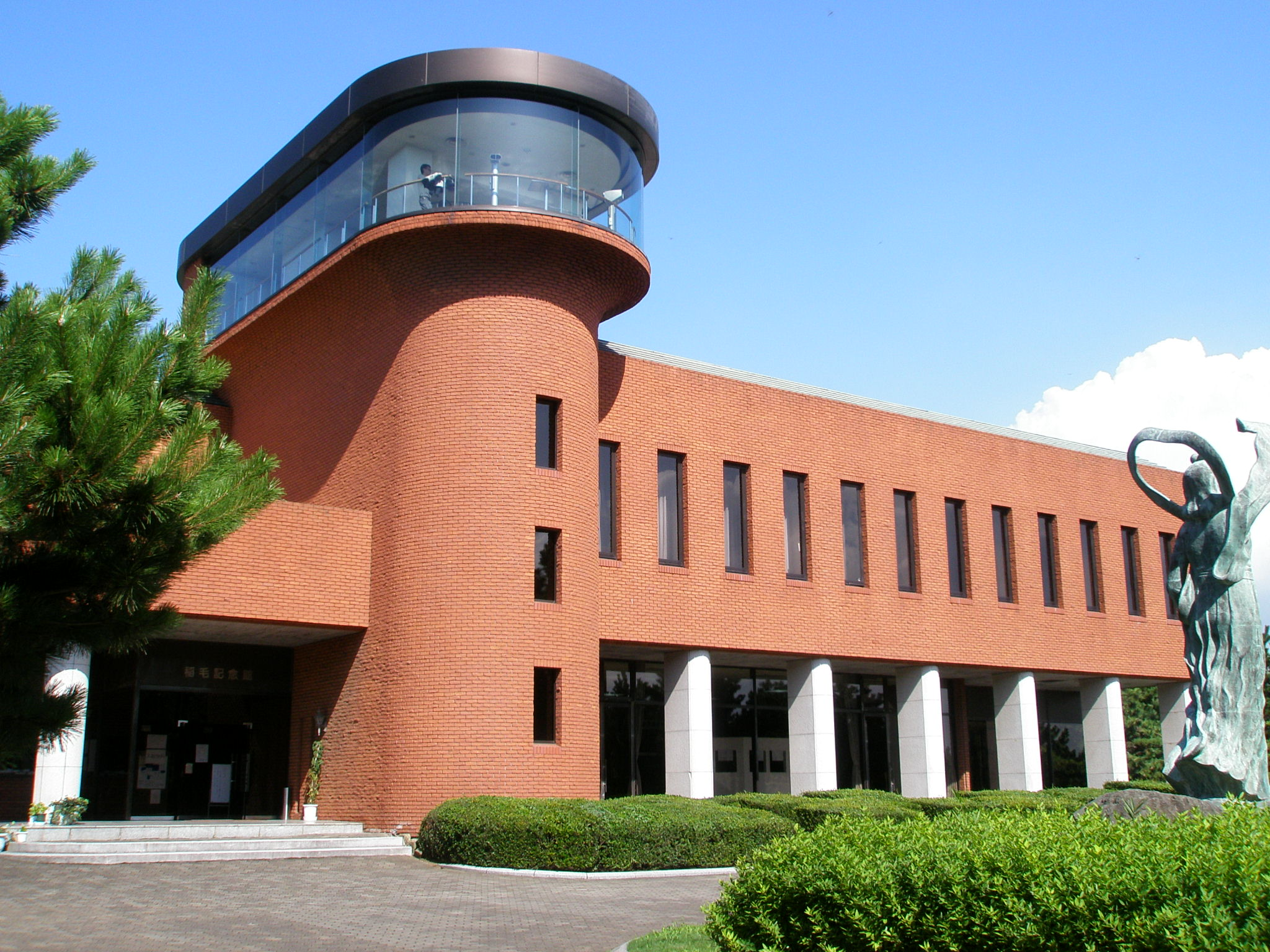
稲毛記念館
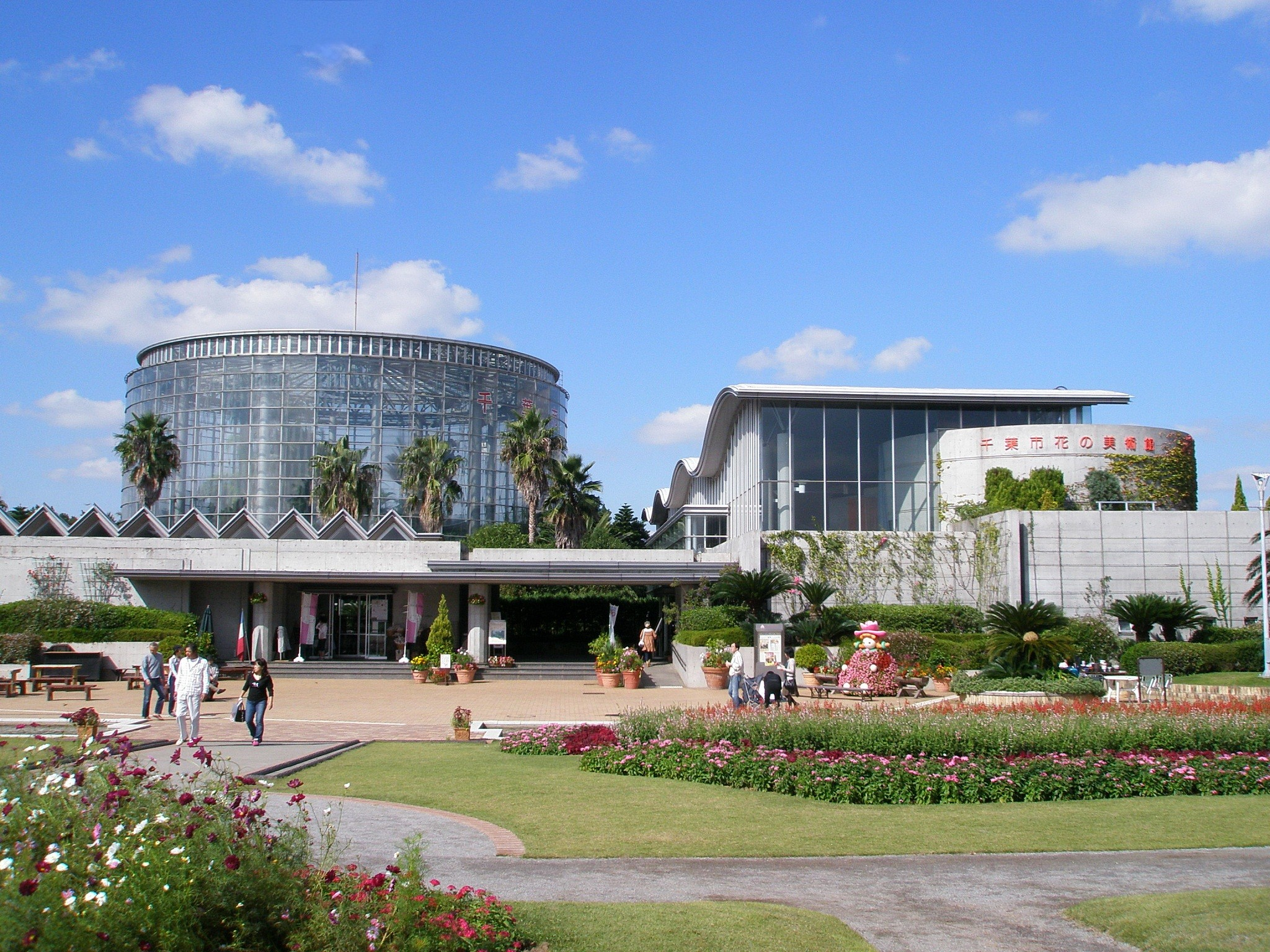
千葉市花の美術館
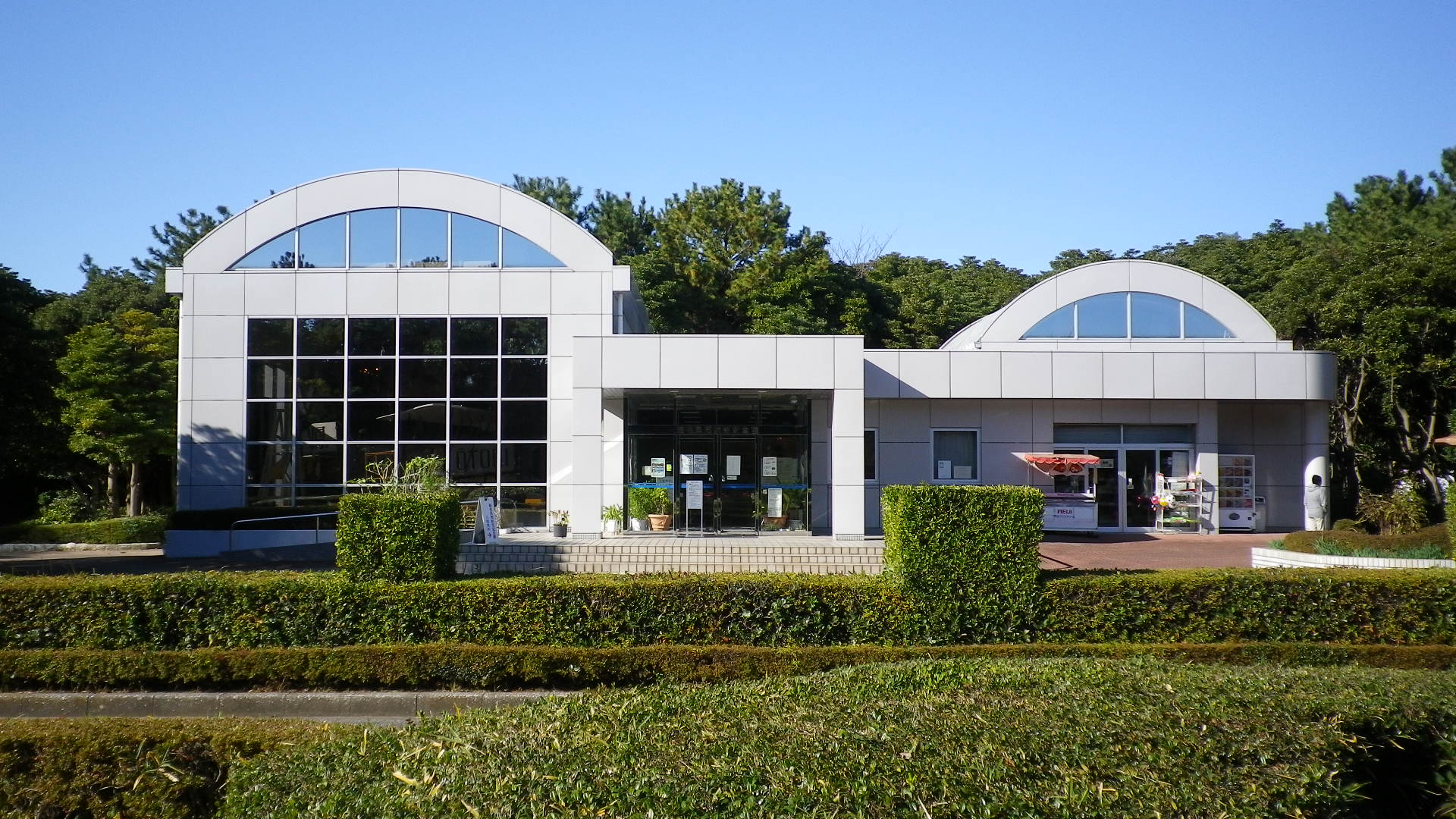
稲毛民間航空記念館
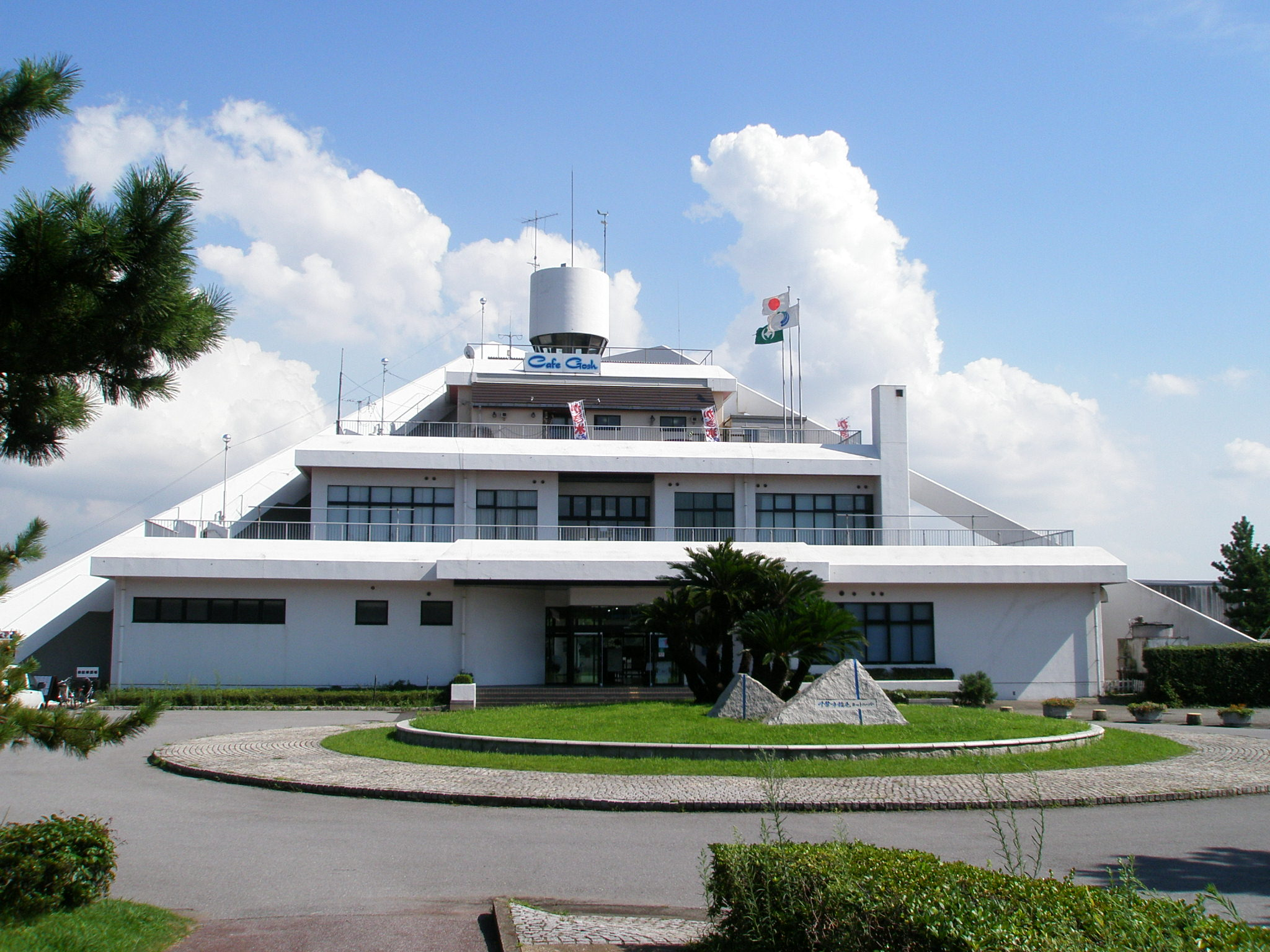
稲毛ヨットハーバー
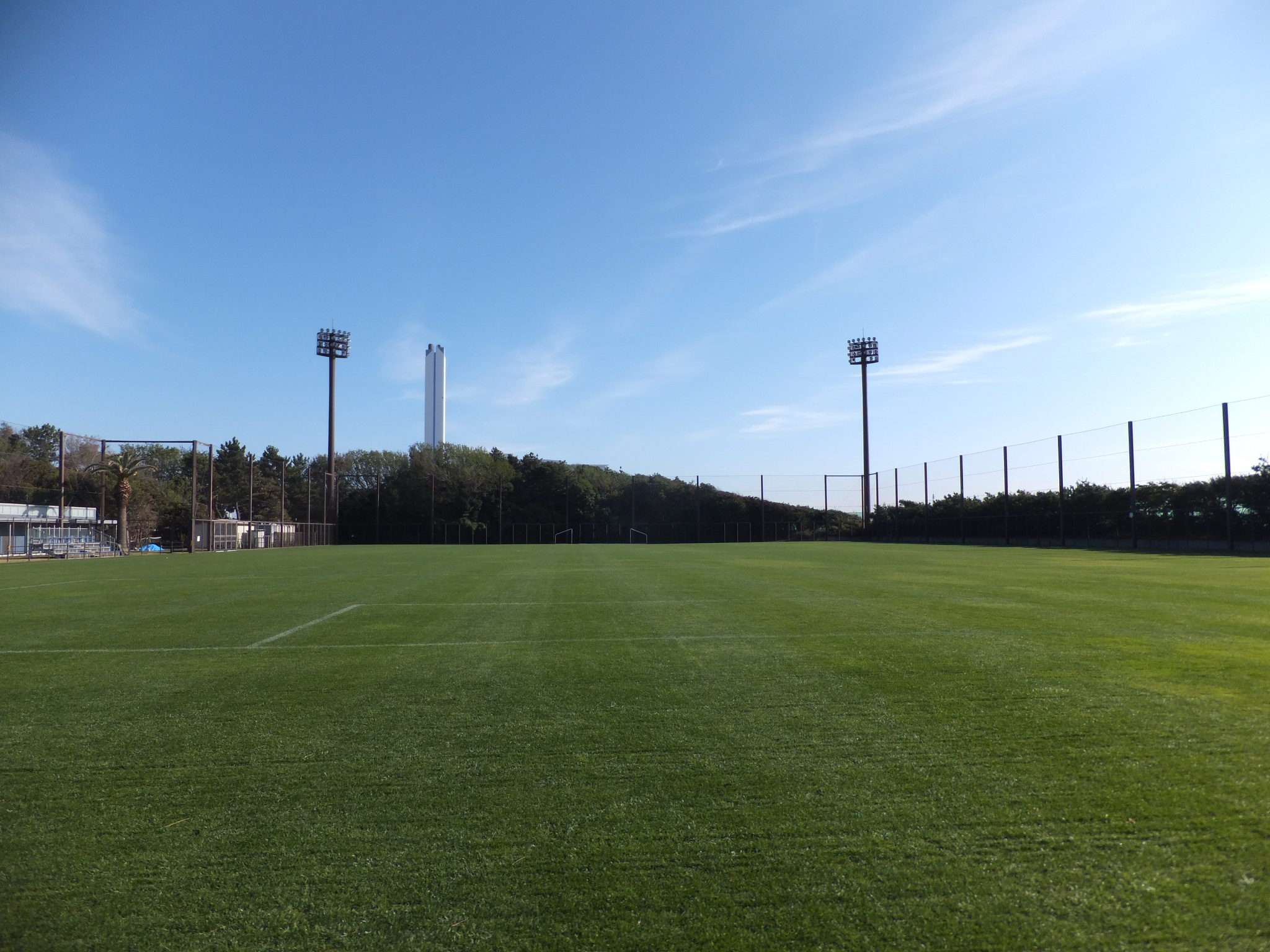
稲毛海浜公園球技場

## 施設情報

### 基本情報
| 施設名         | 稲毛海浜公園                                                                           |
| 所在地         | 千葉県 千葉市 美浜区高浜7-2-1                                                          |
| 定休日/休業日  | 無休（園内一部施設に休みあり）                                                         |
| 駐車場         | あり（有料）。第一駐車場、第二駐車場、稲毛ヨットハーバー駐車場（ハーバー営業日のみ）。 |
| 施設オプション | トイレ設備あり。                                                                       |

### バリアフリー
- 第1駐車場、第2駐車場にて車椅子専用駐車場あり（障害者手帳提示で無料）。
- 車椅子トイレ（千葉市花の美術館1F、稲毛記念館1F、稲毛民間航空記念館1F、他園内多数）

園内及び園内施設はバリアフリー化されており、設備的には段差や傾斜などがほぼ解消され車椅子での利用が十分に配慮されている。

## 磯の松原
磯の松原（いそのまつばら）は、千葉市美浜区高浜7丁目2番1号の稲毛海浜公園内にある景勝地。長さ2km、幅0.08km、面積16ha。
旧稲毛海岸には、海岸沿いの傾斜面に松林が続いていた。稲毛浅間神社の境内に位置する「稲毛の松林（市指定天然記念物）」は浅間神社の創建以来、次第に形成されてきた松林で、かつてはすぐ近くまで波が打ち寄せた眼望絶景の地であった。しかし、その一帯は大規模埋立てにより、臨海工業地帯、海浜ニュータウンに変容し、松原があった昔の面は消えてしまった。市制60周年を迎えた1980年（昭和55年）の記念事業として千葉市民を中心に献木を呼びかけたところ、6000人の応募があった。6万本のクロマツの苗木が昭和記念植樹に参加した市民自身の手で植栽され、「磯の松原」と命名された。
1987年（昭和62年）には、日本白砂青松100選に選定される等、松原の景勝地として当時の景観を取り戻しつつある。

## いなげの浜
いなげの浜（いなげのはま）は、稲毛海浜公園内に造られた長さ1200m、巾200mの人工海浜。
巡視対象海岸であり、夏季の海水浴期間中は稲毛ライフセービングクラブ（任意団体）が人命救助及び事故防止の巡視を行っている。
モナコ公国のモンテカルロ・ラルポット海岸に次いで世界で2番目、日本国内では最初の人工海浜であり、その後「検見川の浜」「幕張の浜」が順次完成した。いなげの浜、検見川の浜、幕張の浜を合わせた総延長は4320mで、人工海浜としては日本一の長さを誇る。
稲毛海浜公園内、稲毛ヨットハーバーの浮桟橋（草野水路）を境目に千葉港方面を「いなげの浜」、幕張新都心方面を「検見川の浜」としている。
海水浴場は「いなげの浜海水浴場」と呼称されており、千葉市内唯一の海水浴場で東京都心からも近く（20-30km圏内）、アクセスも容易であることから夏季は海水浴客で賑う。
千葉市にある人工海浜のうち「いなげの浜」は、埋立事業で失われた旧稲毛海岸の砂浜の復元を目指し計画されたものであり、工事は1975年（昭和50年）2月から1976年（昭和51年）4月までの工期で完成に至った。その後、波による浸食で砂浜が痩せるなどしたため、蘇我側に堆積した砂の検見川側への移動とオーストラリア産珪砂の搬入による養浜工事が2019年に実施された。
磯の松原散策路に隣接しており、ハマヒルガオ群生地が広がる。
周辺はアサリ等の貝類が見られるが、貝類の採取（潮干狩り）禁止区域となっている（公園案内禁止事項参照）。
2025年、ダイヤモンド・ライフ編集部が選んだ「水が汚い海水浴場ランキング2025」で全国第1位にランクイン。これは環境省が毎年公表している化学的酸素要求量の高さなどを反映させたものであった。

## 検見川の浜
検見川の浜（けみがわのはま）は、稲毛海浜公園内に造られた長さ約1300mの人工海浜。
検見川浜突堤（稲毛ヨットハーバー灯台）から花見川河口（幕張の浜灯台）間。稲毛海浜公園内では検見川地区に位置し、海浜の一部を含めている。
サイクリングコースの起点となっている。また、稲毛ヨットハーバーもこの地区にある。ウィンドサーフィン、カイトサーフィン、スタンドアップパドル（SUP）等、マリンスポーツ全般が楽しめる砂浜となっている。また更衣室やトイレ、セーリングボードの専用シャワー等設備が充実しており、都市部近郊においてマリンスポーツの名所となっている。
検見川浜突堤及び花見川河口は海釣り場となっており、サヨリ、カレイ、キス、ハゼ、スズキ等が釣れる。
5月下旬～6月上旬頃には検見川ビーチフェスタが開催され、ウィンドサーフィン、クルーザーヨット、スタンドアップパドル（SUP）等、数種類のマリンスポーツが通常相場よりお得に体験することができる（事前申込制）。そのほか、ビーチヨガやフラダンス講習会などビーチで楽しむスポーツ体験や県内の特産物や農産物の販売が行われる。
10月頃には検見川ビーチオータムフェスタが開催され、砂像教室やストリートスポーツキャンプ等、子供から大人まで楽しめるプログラムを実施している。

## 交通

### 公共交通機関

#### 鉄道
- 主要駅
  - 東日本旅客鉄道（JR東日本）稲毛海岸駅より徒歩約20分。
    -  京葉線（外房線・内房線直通）

- 検見川地区
  - 東日本旅客鉄道（JR東日本）検見川浜駅より徒歩約20分。
    -  京葉線（外房線・内房線直通）

#### バス
- 千葉海浜交通バス
  - 「高浜線」：稲毛駅（総武快速線、中央・総武緩行線） - 京成稲毛駅入口（京成千葉線） - こじま公園 - 稲毛海岸駅（JR線） - 高浜南団地 - 海浜公園入口
  - 「高洲線」：稲毛駅（総武快速線、中央・総武緩行線） - 京成稲毛駅入口（京成千葉線） - 高洲第一 - 高浜車庫 - 花の美術館 - 稲毛海浜公園プール

### 自動車

#### 高速道路
- 東関東自動車道 湾岸千葉インターチェンジ

#### 一般道路
- 国道14号・国道357号
  - 千葉県道15号千葉船橋海浜線（海浜大通り）沿い

#### 駐車場
- 園内駐車場完備（約440台、有料、身体障害者手帳、療育手帳、精神障害者保健福祉手帳提示で利用料金免除[27]）
  - 第一駐車場（24時間営業）
  - 第二駐車場
  - ヨットハーバー駐車場